# Antonov An-225 Mriya
O Antonov An-225 Mriya (Ucraniano: Антонов Ан-225 Мрія, lit. 'sonho' ou 'inspiração'; pela OTAN: Cossack) foi uma aeronave de transporte cargueiro estratégico projetada e produzida pela Antonov Design Bureau na União Soviética.
Originalmente desenvolvido na década de 1980 como um derivado ampliado do cargueiro Antonov An-124, tinha o objetivo expresso de transportar ônibus-espaciais da classe Buran. Em 21 de dezembro de 1988, o An-225 realizou seu voo inaugural; apenas um único exemplar foi concluído, embora um segundo modelo com uma configuração ligeiramente diferente tenha sido parcialmente construído. Após um breve período de uso em apoio ao programa espacial soviético, a aeronave foi tirada de operação e armazenada no início dos anos 1990. Aproximando-se do final do século, foi decidido reformar o An-225 e reintroduzi-lo para operações comerciais, transportando cargas de tamanhos únicos para a Antonov. Várias divulgações foram feitas sobre a possível conclusão do segundo modelo, no entanto, sua construção permaneceu em grande parte paralisada devido à falta de financiamento. Em 2009, foi relatado que a aeronave havia sido trazida para 60-70% de conclusão.
Com um peso máximo de decolagem de 640 toneladas, o An-225 detinha vários recordes, incluindo a aeronave mais pesada já construída e a maior envergadura de qualquer aeronave em serviço operacional. Era comumente usado para transportar objetos que antes eram considerados impossíveis de serem movidos pelo ar, como geradores de 130 toneladas, pás de turbinas eólicas e locomotivas a diesel. Além disso, autoridades chinesas e russas anunciaram planos separados para adaptar o An-225 para uso em seus respectivos programas espaciais. O Mriya atraía rotineiramente um alto grau de interesse público, alcançando um seguimento global exclusivo devido ao seu tamanho e singularidade.
O único An-225 concluído foi destruído na Batalha de Hostomel durante a invasão da Ucrânia pela Rússia em 2022. Em 20 de maio de 2022, o presidente ucraniano Volodymyr Zelensky anunciou planos para concluir o segundo An-225 para substituir a aeronave destruída.

## Desenvolvimento

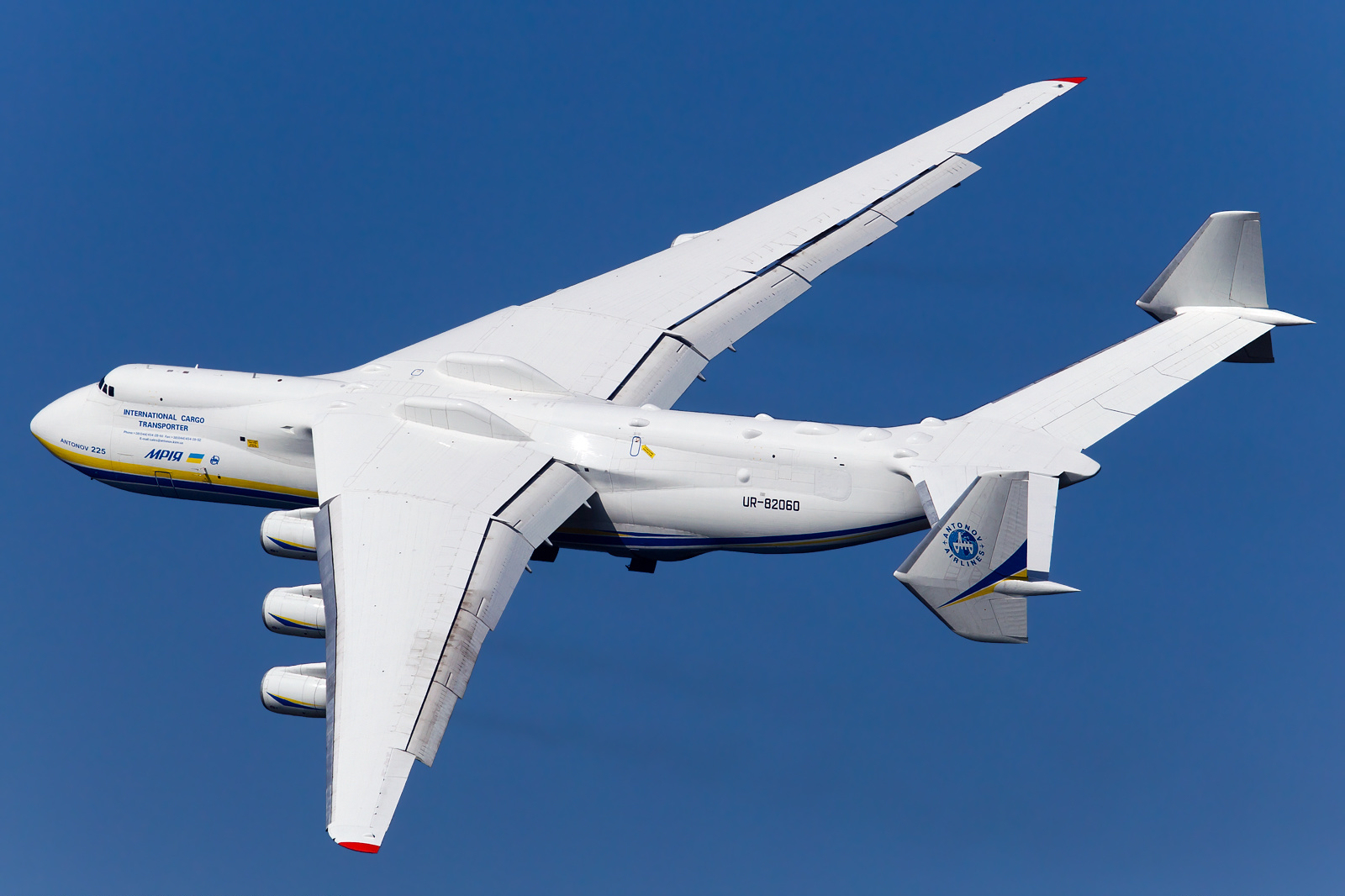
O Antonov An-225 em 2012.

O trabalho que resultou no Antonov An-225 começou em 1984, com um pedido do governo soviético por um grande avião cargueiro para substituir o Myasishchev VM-T. As especificações desse pedido incluíam a capacidade de transportar uma carga útil máxima de 231 mil quilogramas (511 mil libras), tanto interna quanto externamente, enquanto operava em pistas de pelo menos 3.500 metros (11.500 pés). Originalmente, a missão e os objetivos eram amplamente idênticos aos do Space Carrier Shuttle Aircraft dos Estados Unidos, sendo projetado para transportar os propulsores do foguete Energiya e os orbitadores da classe Buran para o programa espacial soviético. Além disso, um prazo relativamente curto para a entrega do avião significava que o desenvolvimento teria que prosseguir rapidamente.
Consequentemente, o escritório de design da Antonov decidiu produzir uma variante de seu avião cargueiro Antonov An-124, embora sua capacidade de carga fosse quase a metade do que era necessário. A aeronave foi alongada pela adição de seções nas fuselagens dianteira e traseira, enquanto um novo centro de asa ampliado foi projetado para permitir o transporte de um par adicional de motores turbofan Progress D-18T, aumentando o total de quatro para seis unidades de propulsão. Um novo profundor também foi necessário para lidar com a turbulência de esteira gerada pelas volumosas cargas externas que seriam transportadas na parte superior da fuselagem da aeronave. Apesar da novidade de sua escala, o projeto do An-225 era em grande parte convencional. O designer principal do An-225 (e do An-124) foi Viktor Tolmachev.
Em 21 de dezembro de 1988, o An-225 realizou seu voo inaugural. Fez sua primeira aparição pública fora da União Soviética no Show Aéreo de Paris de 1989, onde foi apresentado transportando um ônibus espacial Buran. Um ano depois, ele realizou uma exibição aérea no Show Aéreo Internacional de Farnborough. Embora dois aviões tivessem sido encomendados, apenas um An-225 (de prefixo CCCP-82060, posteriormente UR-82060) foi concluído. Ele podia transportar cargas ultrapesadas e de grande porte com peso de até 250 mil kg (550 000 lb) internamente ou 200 mil kg (440 mil lb) na fuselagem superior. A carga na fuselagem superior pode ter até 70 m (230 pés) de comprimento.

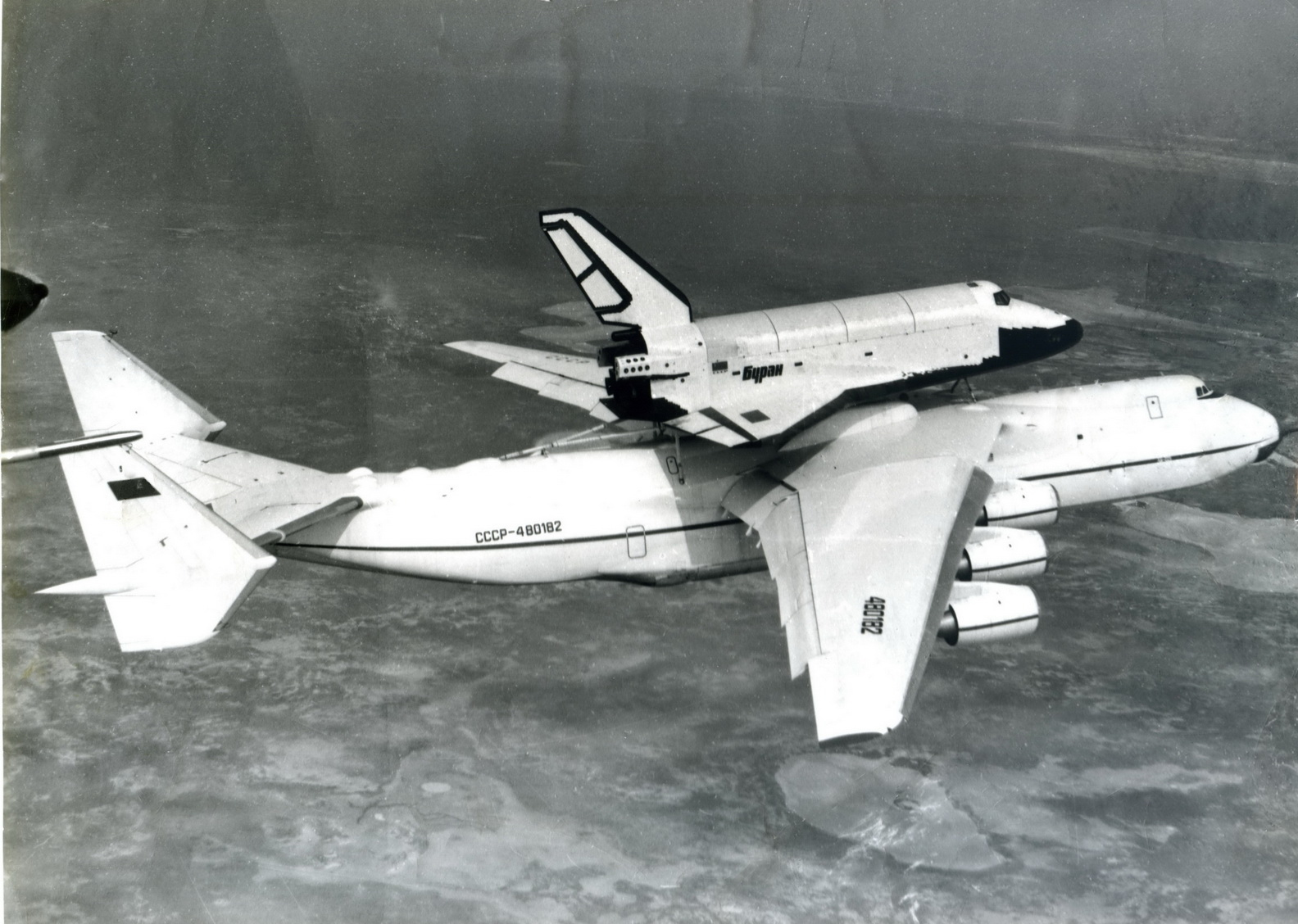
O An-225 com o ônibus espacial soviético Buran

Uma segunda unidade do An-225 foi parcialmente construída no final da década de 1980 para o programa espacial soviético, no entanto, o trabalho no quadro da aeronave foi suspenso após a dissolução da União Soviética. Em 2000, a necessidade de capacidade adicional do An-225 tornou-se aparente; em setembro de 2006, decidiu-se que o segundo An-225 seria concluído, uma façanha que em um momento foi programada para ocorrer por volta de 2008. No entanto, o trabalho foi sujeito a repetidos atrasos. Em agosto de 2009, a aeronave não havia sido concluída e o trabalho havia sido abandonado. Em maio de 2011, o diretor executivo da Antonov teria afirmado que a conclusão do segundo An-225, que teria capacidade de carga de 250 toneladas, requer pelo menos US$ 300 milhões; com o fornecimento de financiamento suficiente, sua conclusão poderia ser alcançada em três anos. De acordo com diferentes fontes, a segunda aeronave estava 60-70% concluída em 2016.
A retomada das atividades espaciais envolvendo o An-225 foi anunciada e especulada repetidamente ao longo de sua vida. Durante o início dos anos 2000, foram conduzidos estudos para a produção de uma derivação ainda maior do An-225, o Antonov An-325 de oito motores, que seria utilizado em conjunto com a espaçonave MAKS em desenvolvimento pela Rússia. Em abril de 2013, o governo russo anunciou planos para reviver projetos de lançamento aéreo da era soviética que usariam uma modificação feita sob medida do An-225 como plataforma de lançamento no ar.
Em maio de 2017, o presidente da Corporação da Indústria Aeroespacial da China (CIAC), Zhang You-Sheng, informou a um repórter da BBC que a CIAC havia contemplado inicialmente a cooperação com a Antonov em 2009 e entrado em contato dois anos depois. A CIAC pretende modernizar o segundo An-225 inacabado e desenvolvê-lo em uma plataforma de lançamento para órbita de satélites comerciais em altitudes de até 12 000 m (39 000 pés). A mídia de aviação duvidou do reinício da produção, especulando que o conflito contínuo entre Rússia e Ucrânia impediria que vários componentes necessários que seriam obtidos da Rússia fossem entregues; pode ser possível que a China possa fabricá-los em vez disso. Esse projeto não avançou, mas a UkrOboronProm, a empresa-mãe da Antonov, continuou buscando parceiros para concluir a segunda estrutura.
Em 25 de março de 2020, o único An-225 iniciou uma série de voos de teste do Aeroporto de Hostomel, perto de Kiev, após mais de um ano fora de serviço, para a instalação de um sistema de gerenciamento e controle de energia projetado nacionalmente.

## Projeto
O Antonov An-225 foi um avião cargueiro que manteve muitas semelhanças com o predecessor An-124. Ele tem uma fuselagem e um convés de carga mais longos devido à adição de extensões de fuselagem que foram instaladas tanto à frente quanto atrás das asas. As asas também receberam extensões para aumentar sua envergadura. As superfícies de controle de voo são controladas por fly-by-wire e alimentadas por hidráulica. Além disso, a empenagem do An-225 é um conjunto de cauda dupla com um estabilizador horizontal, sobredimensionado e com varredura para trás, tendo sido redesenhado a partir do único estabilizador vertical do An-124. O uso de um arranjo de cauda dupla foi essencial para permitir que a aeronave transportasse suas cargas externas volumosas que gerariam turbulência de esteira, perturbando o fluxo de ar em torno de uma cauda convencional.

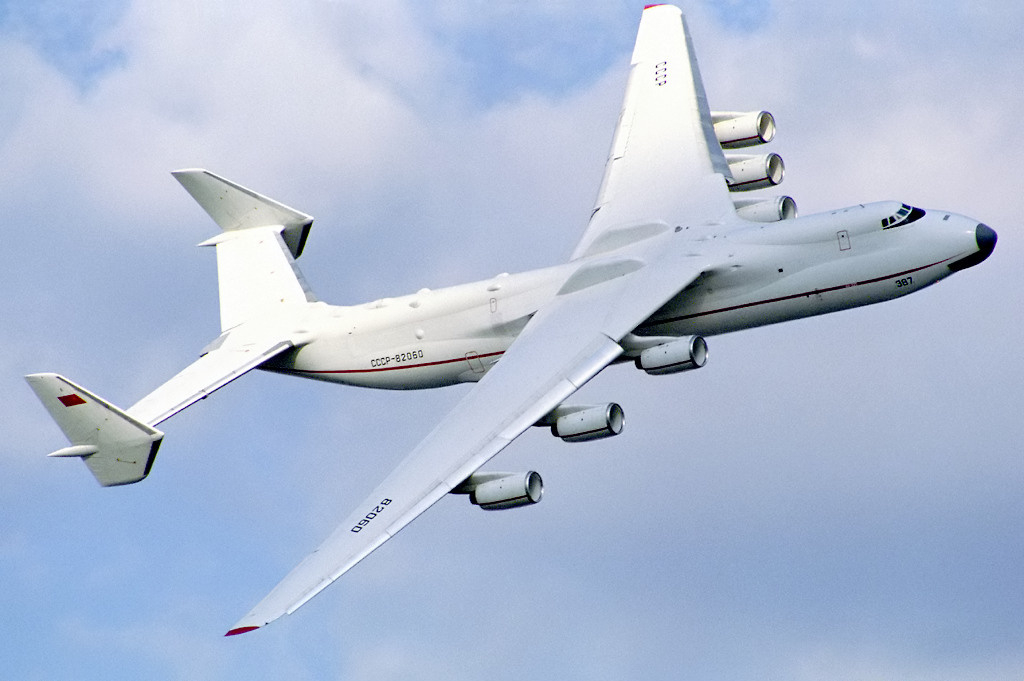
O An-225 durante o Show Aéreo de Farnborough de 1990

O An-225 é alimentado por um total de seis motores turbofan Progress D-18T, dois a mais do que o An-124, cuja adição foi facilitada pela área da raiz da asa redesenhada. Um sistema de trem de pouso de capacidade aumentada com 32 rodas foi projetado, algumas das quais são direcionais; essas permitem que a aeronave gire dentro de uma pista de 60 metros de largura. Semelhante ao seu predecessor An-124, o An-225 incorporou um trem de pouso dianteiro projetado para "ajoelhar-se" para que a carga possa ser carregada e descarregada com mais facilidade. Medidas adicionais para facilitar as atividades de carregamento e descarregamento incluem as quatro gruas de carga suspensas que podem se mover ao longo de todo o comprimento do compartimento de carga, cada uma capaz de levantar até 5 000 quilogramas (11 000 lb). Para facilitar a fixação de cargas externas, como o ônibus espacial Buran, vários pontos de montagem estavam presentes ao longo da superfície superior da fuselagem.
Ao contrário do An-124, o An-225 não foi projetado para transporte aéreo tático nem para operações em campos curtos. Consequentemente, o An-225 não possui uma porta ou rampa traseira de carga, como existem no An-124, sendo essas características eliminadas para economizar peso. O compartimento de carga tinha um volume de 1.300 metros cúbicos (46 000 pés cúbicos); 6,4 metros (21 pés) de largura, 4,4 m (14 pés) de altura e 43,35 m (142 pés) de comprimento - mais longo do que o primeiro voo do Wright Flyer. O compartimento de carga, que é pressurizado e equipado com um extenso isolamento acústico, poderia conter até 80 carros de dimensão padrão, 16 contêineres intermodais ou até 250 000 quilogramas (551.150 lb) de carga geral.
O cockpit do An-225 está na parte da frente do convés superior, que é acessado por uma escada a partir do convés inferior. Este cockpit é em grande parte idêntico ao do An-124, exceto pela presença de controles adicionais para gerenciar o par adicional de motores. Atrás do cockpit, há uma série de compartimentos que, entre outras coisas, acomodam as estações de tripulação dos dois engenheiros de voo, do navegador e de um especialista em comunicação da aeronave, juntamente com áreas de descanso fora de serviço, incluindo camas, que facilitam missões de longo alcance. Mesmo quando totalmente carregado, o An-225 era capaz de voar sem parar por grandes distâncias, como entre Nova Iorque e Los Angeles.
Originalmente, o An-225 tinha um peso bruto máximo de 600 toneladas, no entanto, entre 2000 e 2001, a aeronave recebeu numerosas modificações a um custo de US$ 20 milhões, como a adição de um piso reforçado, que aumentou o peso bruto máximo para 640 toneladas. Tanto os pesos de decolagem anteriores quanto os posteriores estabeleceram o An-225 como a aeronave mais pesada do mundo, superando o peso do Airbus A380 de dois andares. A Airbus afirma ter superado o peso máximo de pouso do An-225 ao pousar um A380 com 591,7 toneladas durante testes.

## Histórico operacional

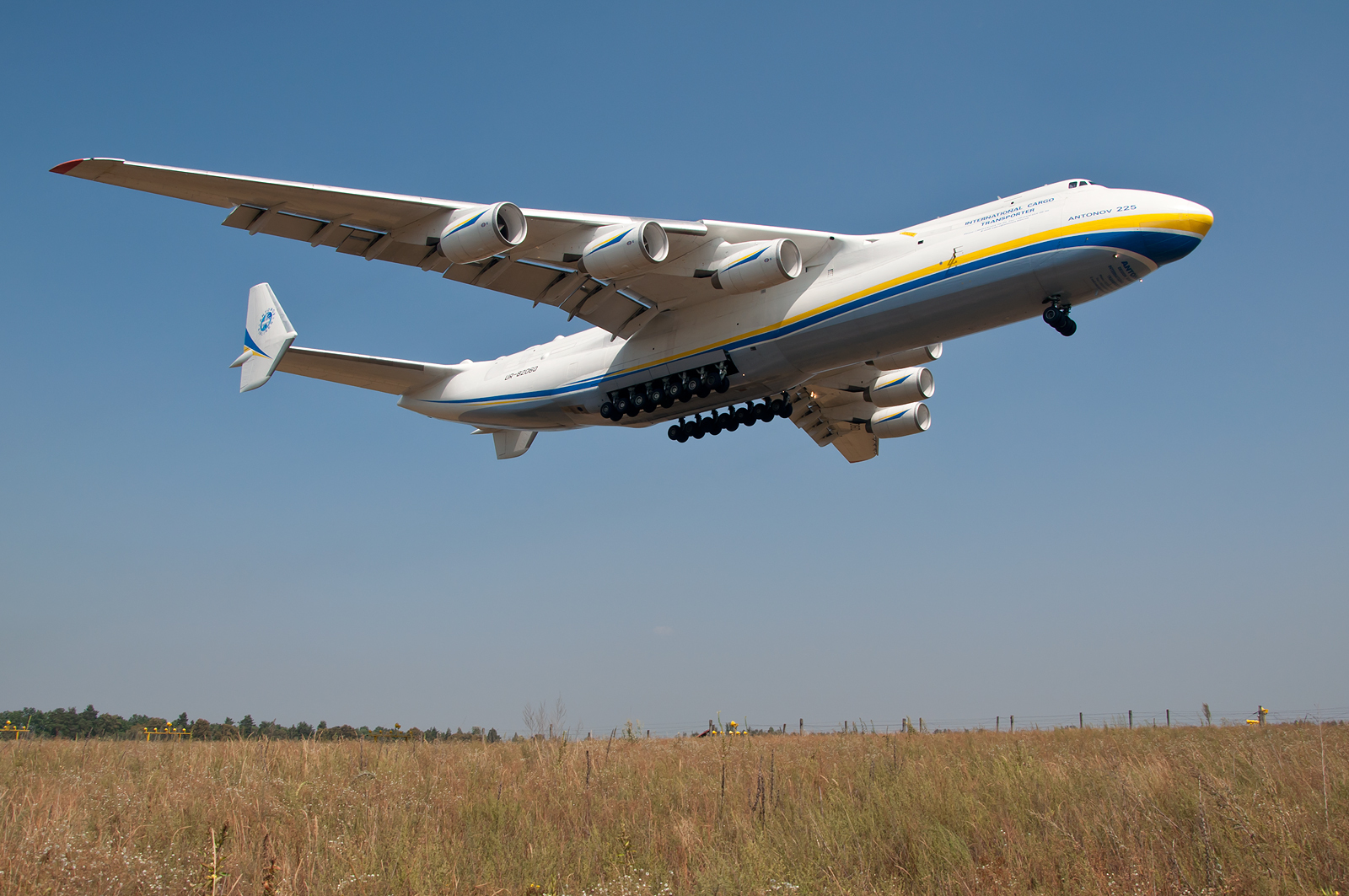
O An-225 em 2014.

O Antonov An-225 Mriya foi originalmente operado entre 1988 e 1991 como o principal meio de transporte dos ônibus-espaciais da classe Buran para o programa espacial soviético. A Antonov Airlines foi fundada em 1989 como uma empresa de transporte aéreo pesado, mantida pela Antonov Design Bureau. Esta empresa seria sediada em Kiev, Ucrânia, e operaria a partir do Aeroporto de Londres Luton em parceria com a Air Foyle HeavyLift. Embora as operações tenham começado com uma frota de quatro An-124 e três Antonov An-12, a necessidade de aeronaves maiores do que o An-124 ficou evidente no final da década de 1990.
Nesse período, a União Soviética já não existia e o programa Buran tinha sido encerrado, consequentemente, o único An-225 concluído ficou sem uso e sem propósito. Já em 1990, os funcionários da Antonov estavam falando abertamente sobre suas ambições de colocar a aeronave em uso comercial. Apesar disso, em 1994, foi decidido colocar o An-225 em armazenamento de longo prazo. Durante este tempo, todos os seus seis motores foram removidos para uso em vários An-124, enquanto o segundo e incompleto An-225 também foi armazenado. Conforme os anos 1990 avançavam, tornou-se claro que havia demanda suficiente para um cargueiro ainda maior do que o An-124. Assim, decidiu-se que o primeiro An-225 seria restaurado.

Comparação entre os maiores aviões já construídos: Antonov An-225 Mriya (verde), Hughes H-4 Hercules (amarelo), Boeing 747 (azul) e Airbus A380 (vermelho)

A aeronave foi reequipada, recebeu modificações da Antonov para modernizá-la e adaptá-la melhor às operações de transporte de cargas pesadas e colocada novamente em serviço sob a administração da Antonov Airlines. Ela se tornou a "estrela" da frota da Antonov Airlines, transportando objetos que antes eram considerados impossíveis de serem transportados pelo ar, como geradores de 130 toneladas, pás de turbinas eólicas e até mesmo locomotivas a diesel. Ela também se tornou um recurso para organizações internacionais de ajuda humanitária por sua capacidade de transportar rapidamente grandes quantidades de suprimentos de emergência durante múltiplas operações de ajuda a desastres.
Sob a administração da Antonov Airlines, o An-225 recebeu seu certificado em 23 de maio de 2001. O primeiro voo do tipo em serviço comercial partiu de Estugarda, na Alemanha, em 3 de janeiro de 2002, e voou para Thumrait, no Omã, com 216 mil refeições prontas para pessoal militar americano baseado na região. Esse grande número de refeições prontas foi transportado em 375 paletes e pesava 187,5 toneladas. O An-225 foi posteriormente contratado pelos governos canadense e americano para transportar suprimentos militares para o Oriente Médio em apoio às forças da coalizão. Um exemplo do custo de transporte de carga pelo An-225 foi mais de € 266 000 para transportar um duto de chaminé de Billund, na Dinamarca, para o Cazaquistão, em 2004.
Em 2016, a Antonov Airlines encerrou a cooperação com a Air Foyle e se uniu à Volga-Dnepr. Isso, por sua vez, levou ao esquema de pintura azul e amarelo do An-225, que foi adicionado em 2009. Quando a pandemia de COVID-19 impactou o mundo no início de 2020, o An-225 participou do esforço de ajuda conduzindo voos para entregar suprimentos médicos da China para outras partes do mundo.
A aeronave era tão popular entre entusiastas da aviação que estes frequentemente visitavam aeroportos apenas para ver as chegadas e partidas programadas do An 225.

### Recordes
- Em setembro de 2001, ele voou transportando uma carga de 253,86 toneladas a uma altitude máxima de dois quilômetros e a uma velocidade média de 763,2 km/h. A distância percorrida foi de mil quilômetros, aproximadamente.
- Já foi o maior avião em operação no mundo.
- O único avião a ter maior envergadura de asa que o Antonov An-225 Mriya é o Hughes H-4 Hercules "Spruce Goose". Entretanto, o Spruce Goose é mais curto, mais leve, nunca voou acima dos vinte e um metros (70 pés) e voou somente uma vez, ao passo que o An-225 já executou centenas de voos.

### Destruição

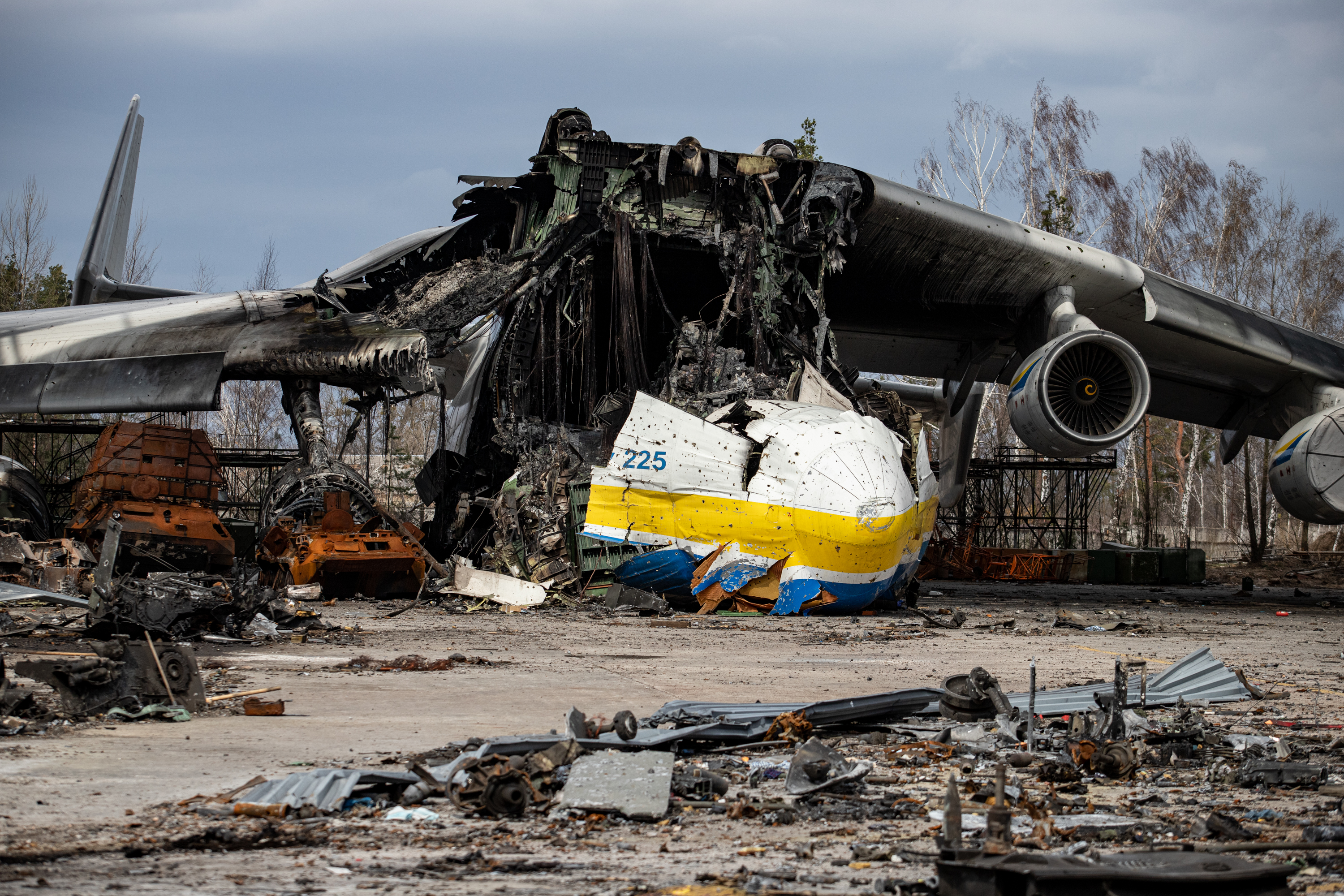
Destroços do Mriya.

Segundo informado pelo prefeito da cidade ucraniana Bucha e pelo ministro das Relações Exteriores da Ucrânia, quando da Invasão da Ucrânia pela Rússia em 2022, mais precisamente no dia 27 de fevereiro de 2022, o único exemplar do Antonov An-225 Mriya foi destruído por um ataque russo no hangar do aeroporto de Hostomel, próximo a Kiev, onde a aeronave estava, durante a Batalha do Aeroporto Antonov. A Ukroboronprom estima que pode levar mais de US$ 3 bilhões e cinco anos para restaurar o avião destruído, mas a empresa prometeu que os custos serão cobertos pelo governo russo.

#### Consequências
Em 20 de maio de 2022, o presidente ucraniano Volodymyr Zelensky anunciou sua intenção de completar o segundo An-225, para substituir a aeronave destruída e como homenagem a todos os pilotos ucranianos mortos durante a guerra. Em novembro de 2022, a Antonov confirmou planos de reconstruir a aeronave a um custo estimado de US$ 500 milhões. A empresa não declarou se peças da aeronave destruída e do chassi incompleto seriam combinadas para criar uma nova aeronave ou de onde viriam os recursos financeiros.

## Visitas ao Brasil
Em 14 de fevereiro de 2010, o Antonov An-225 Mriya foi contratado pela Chapman Freeborn Airchartering (empresa britânica de frete aéreo), a serviço da Petrobrás. Pousou no Aeroporto Internacional de São Paulo, Cumbica às 10:00 LT, transportando três gigantescas válvulas para a Refinaria de Paulínia (REPLAN). Antes da viagem ao Brasil, o Antonov An-225 Mriya transportou de Tóquio para Santo Domingo, cerca de 110 toneladas entre equipamentos de construção civil e mantimentos doados pelo Japão para ajudar a reconstruir o Haiti. Spotters (fotógrafos de aeronaves) aguardavam seu pouso além de curiosos.
A segunda passagem pelo país ocorreu entre os dias 14 e 15 de Novembro de 2016, para buscar um mega transformador e levar até o Chile. No dia 14 de Novembro o Antonov An-225 Mriya aterrissou no Aeroporto Internacional de Viracopos (Campinas - SP) na parte da manhã e no mesmo dia por volta das 23h00 (Horário de Brasília) pousou no Aeroporto internacional de Guarulhos (São Paulo - SP) para que houvesse o carregamento do equipamento e, no dia seguinte, voasse até o seu destino final.
Sua partida, inicialmente, estava prevista para as 8h00 (Horário de Brasília) da terça feira (15). No entanto, devido a problemas de posicionamento do trilho que conduziria o transformador ao interior do compartimento de cargas do Antonov An-225 Mriya, a decolagem foi adiada para as 19h30, mas só ocorreu, de fato, às 22h45.

## Operadores
- União Soviética
- Programa espacial soviético
- Ucrânia
  - Antonov Airlines, de 3 de janeiro de 2002 até 24 de fevereiro de 2022, quando a aeronave foi destruída durante a Batalha do Aeroporto Antonov.

## Especificações
- Tipo de aeronave: Cargueiro
- Propulsão: 6 Motores ZMKB Progress Lotarev D-18T (com 229,50 kN de propulsão cada)
- Número de trens de pouso: 16
- Peso máximo de decolagem (MTOW): 600 toneladas.
- Peso máximo de carga útil (interna ou externa):  300 - 300 toneladas.
- Envergadura:  88,4 metros
- Comprimento: 84 metros
- Velocidade: 865 km/h
- Altura: 18,1 metros (excluindo o trem de pouso)
- Autonomia de voo com carga máxima: 4 500 km
- Autonomia de voo com tanques de combustível cheios: 15 400 km
- Tripulação: 6 pessoas.

### De tradução
- Este artigo foi inicialmente traduzido, total ou parcialmente, do artigo da Wikipédia em inglês cujo título é «Antonov An-225 Mriya».